# Akaki (Cipro)
Akaki (in greco: Ακάκι, in greco-cipriota: Ακάτζι; in turco Akaki) è una comunità nel distretto di Nicosia a Cipro.
In tempi recenti è stata fatta un'importante scoperta di un pavimento a mosaico di una villa romana del IV sec. d.C. raffigurante corse di cavalli in un ippodromo.